# نیکلاس باتایولا
نیکلاس باتایولا (انگلیسی: Nicholas Battaiola؛ زادهٔ ۲۱ اوت ۱۹۹۶) بازیکن فوتبال است.
از باشگاه‌هایی که در آن بازی کرده‌است می‌توان به باشگاه فوتبال مونتسا اشاره کرد.